# Венедиктов, Дмитрий Дмитриевич
Дмитрий Дмитриевич Венедиктов (8 июня 1929, Москва — 27 марта 2021, там же) — советский и российский учёный, заместитель министра здравоохранения СССР (1965—1981), член-корреспондент РАМН (1997), член-корреспондент РАН (2014).

## Биография
Родился 8 июня 1929 года в Москве.
В 1952 году окончил 1-й Московский медицинский институт имени И. М. Сеченова, после чего окончил клиническую ординатуру и аспирантуру по хирургии под руководством академика Б. В. Петровского.
Работал старшим научным сотрудником лаборатории сердечно-сосудистой хирургии при кафедре госпитальной хирургии 1-го МОЛМИ и, одновременно, заместителем начальника, а затем начальником Управления внешних сношений Минздрава СССР.
С 1962 по 1965 годы — советник по вопросам медицины в представительстве СССР при ООН.
С 1965 по 1981 годы — заместитель министра здравоохранения СССР.
С 1981 по 1986 годы — директор ВНИИ медицинской и медико-технической информации Минздрава СССР, главный редактор «Медицинского реферативного журнала».
С 1989 по 1992 годы — народный депутат СССР, член Комитета Верховного Совета СССР по охране здоровья народа.
В 1992 году был избран президентом и научным руководителем Института проблем гуманизма и милосердия РОКК.
С 1994 года — заведующий кафедрой медицинской информатики и управления при Президиуме РАМН.
В 1997 году был избран членом-корреспондентом РАМН.
В 2014 году стал членом-корреспондентом РАН (в рамках присоединения РАМН и РАСХН к РАН).
Умер 27 марта 2021 года. Похоронен на Троекуровском кладбище в Москве.

## Научная деятельность
Вёл работу по совершенствованию информационного обеспечения научно-медицинских и медико-социальных исследований, анализа достижений и разработки прогнозов развития отечественного и зарубежного здравоохранения, медицинской и биологической науки.
Автор более 200 печатных работ, в том числе 10 монографий.
Был членом Межведомственного научного совета РФ по системному анализу здоровья и здравоохранения, председателем совета Российской медицинской ассоциации, академиком Академии социальных наук, Международной академии информатизации, Нью-Йоркской Академии наук, экспертом ВОЗ.

## Награды
- два ордена Трудового Красного Знамени
- Орден «Знак Почёта»
- Орден Дружбы народов